# NHK小坂ラジオ中継局
NHK小坂ラジオ中継局（エヌエイチケイこさかラジオちゅうけいきょく）は、秋田県鹿角郡小坂町にあるNHK秋田放送局ラジオ第1放送の中継局。正式な名称は、放送局としてはNHK小坂放送局、送信施設としては小坂ラジオ中継放送所である。

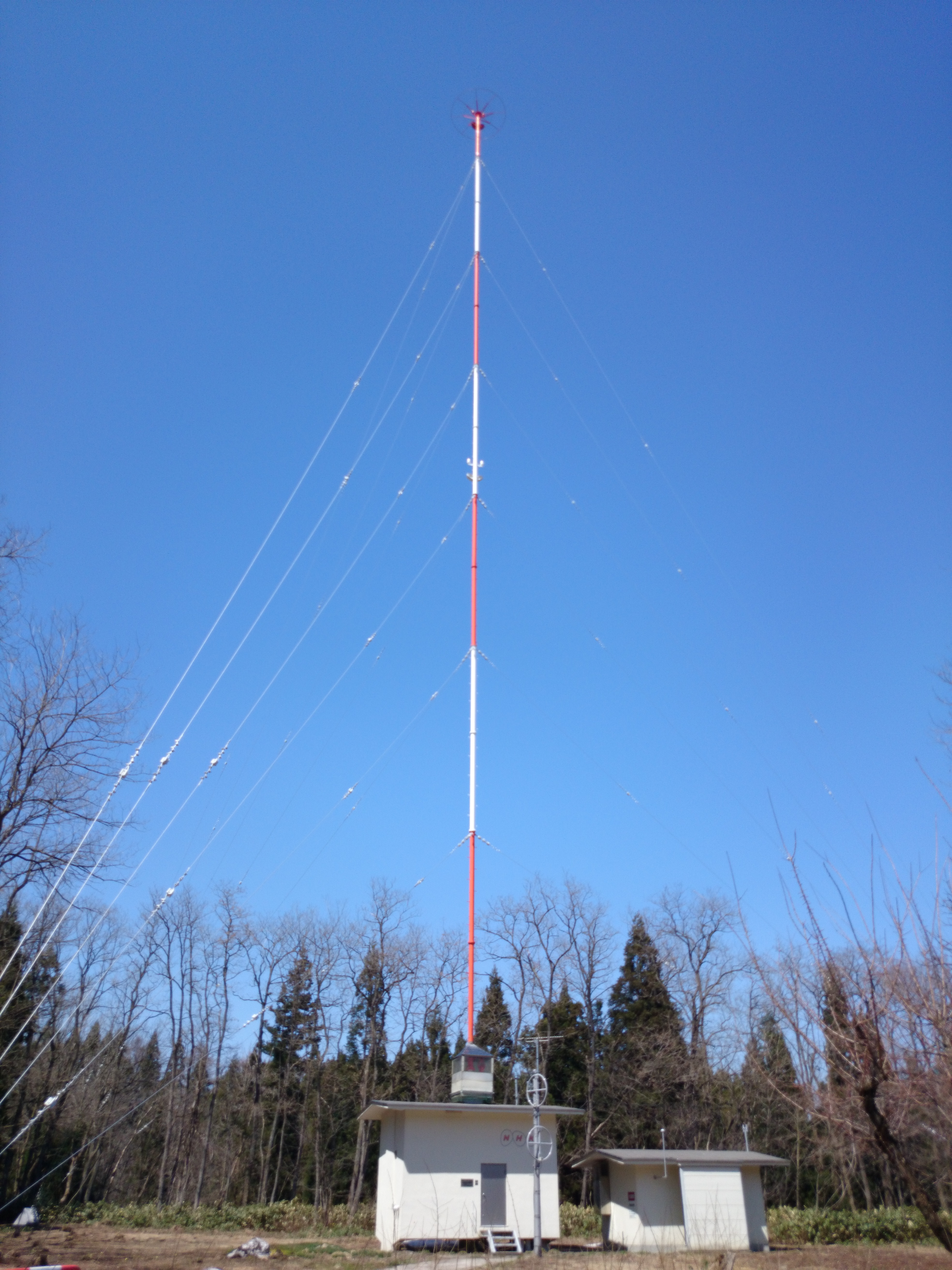
送信塔全景（2014年4月）

## 概要
- 当中継局は、東北自動車道小坂IC付近に置かれ、小坂町内に向けて電波を発射している。
- なお、NHK秋田放送局ラジオ第2放送および秋田放送ラジオは、秋田送信所や花輪中継局からの電波を受信している[要出典]。

## 中継局送信設備概要

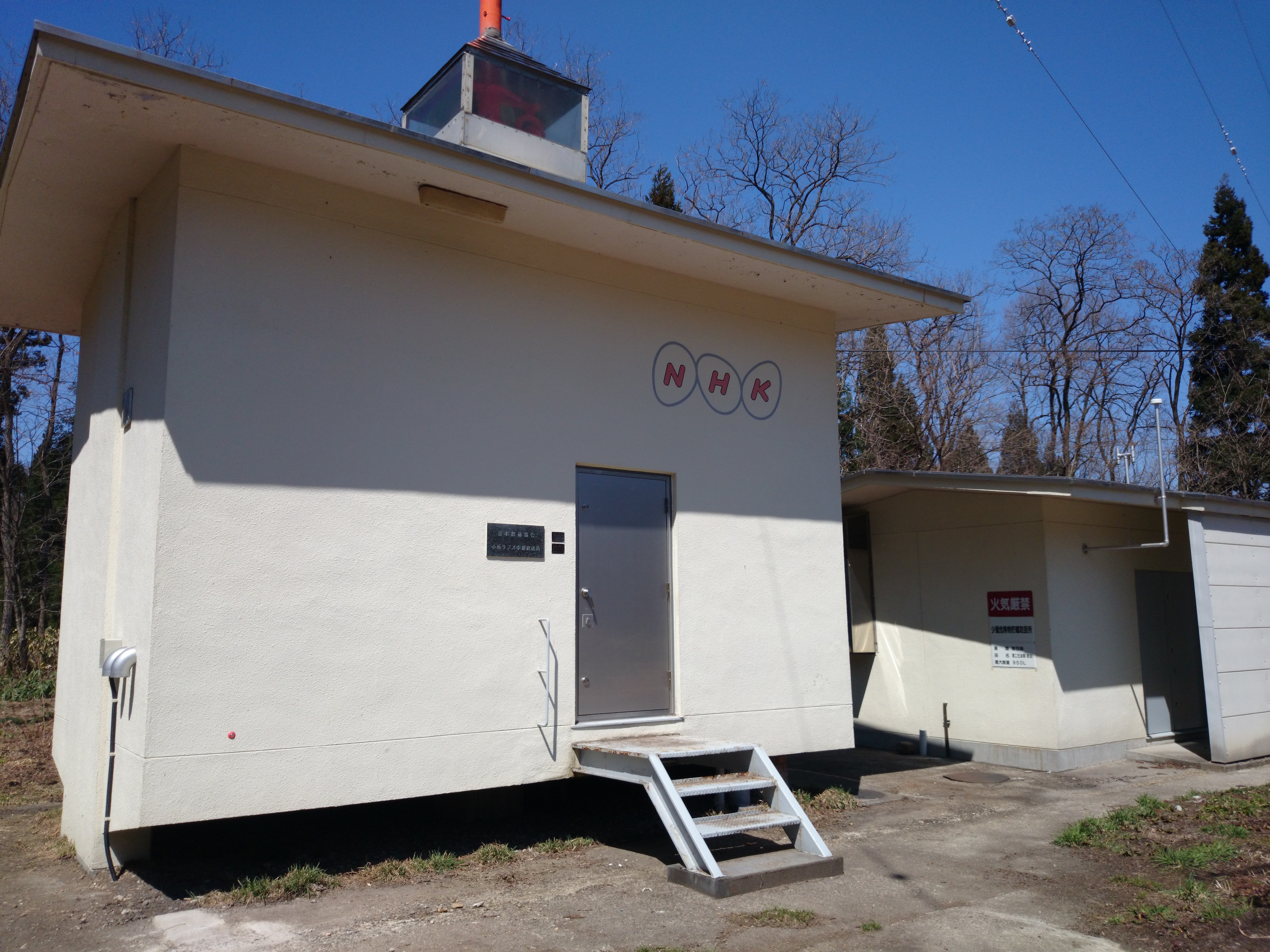
局舎

| 周波数  | 放送局名    | 呼出符号 | 空中線 電力 | 放送対象地域 | 放送区域 内世帯数 | 運用開始日     |
| ------- | ----------- | -------- | ----------- | ------------ | ----------------- | -------------- |
| 1584kHz | NHK 秋田第1 | なし     | 100W        | 秋田県       | -                 | 1966年 2月11日 |

## 備考
- 東北自動車道下り線坂梨トンネルでのラジオ再送信は、町内に入口があるにもかかわらず、当中継局を再送信せず、花輪中継局を再送信している[要出典]。